# Heinz Oberbeck
Heinz Oberbeck (né le 20 août 1931 et mort le 26 janvier 1995) est un athlète allemand, spécialiste des épreuves combinées. 
Il remporte la médaille de bronze du décathlon aux championnats d'Europe 1954, devancé par le Soviétique Vasiliy Kuznetsov et le Finlandais Torbjörn Lassenius.